# Balistidae

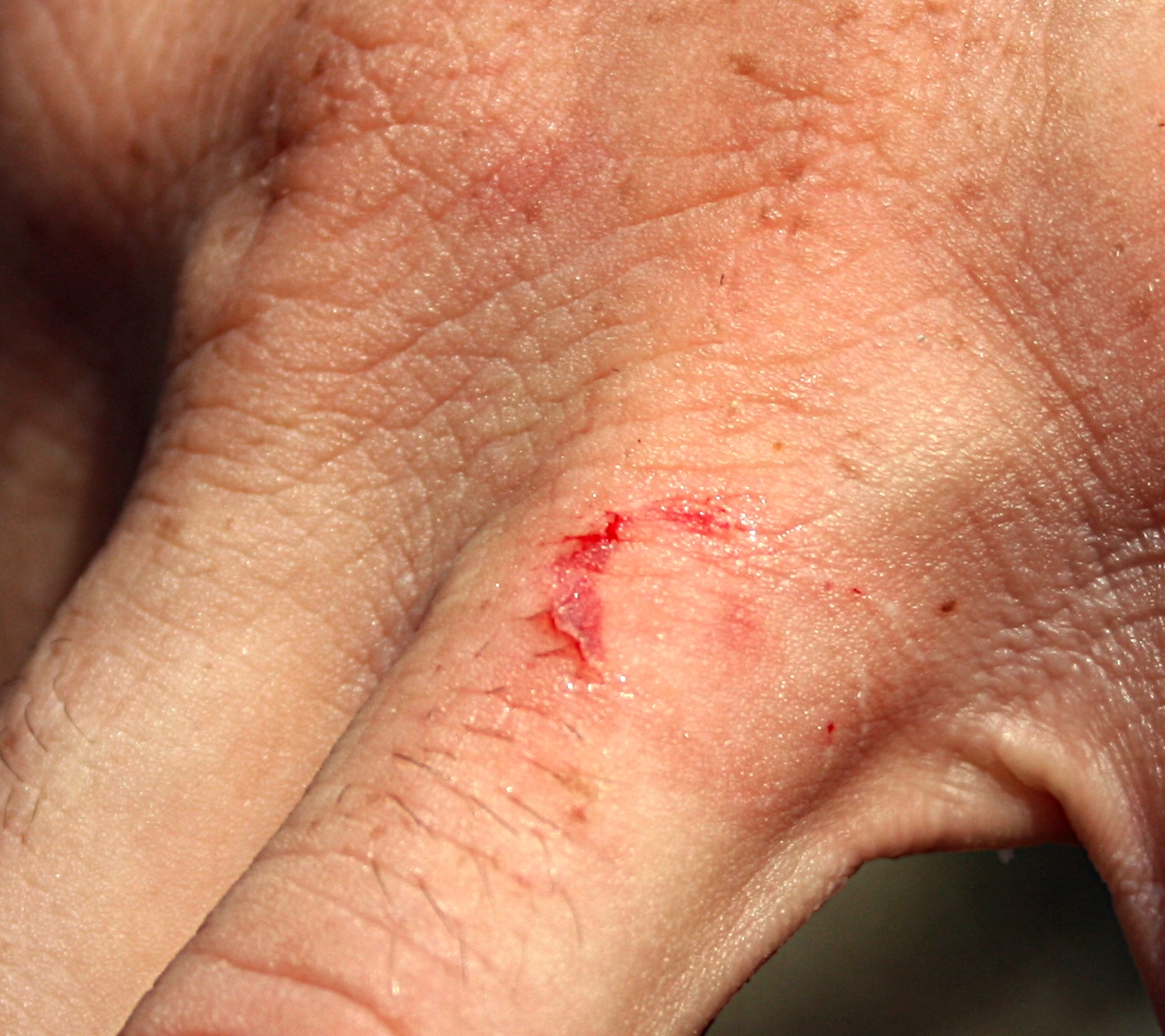
Mordida de Rhinecanthus aculeatus

Los pejepuercos, peces ballesta o Balistidae es una familia de peces coloridos. Frecuentemente tienen rayas y manchas y habitan las aguas cálidas costeñas del Océano Atlántico, Mar Mediterráneo, y el Océano Índico-Pacífico.

## Anatomía y apariencia
Los Balistidae miden entre 20 cm y 90 cm (8 pulgadas a 3 pies).
Tienen un cuerpo redondeado y lateralmente plano, con una aleta dorsal anterior. Pueden levantar las primeras dos espinas dorsales: la primera asegura y la segunda desasegura. Esta acción previene que depredadores les traguen o les saquen de sus agujeros. Este mecanismo es el que origina su nombre en lengua inglesa Triggerfish (peces "gatillo").
Tienen una pequeña aleta pectoral, fusionada a una espina. A diferencia de los peces de la familia Monacanthidae (del griego "una sola espina"), la espina de los Balistidae se puede sostener con una segunda espina y así hacer que el pez parezca más amenazador al depredador. Sus ojos pequeños, situadas encima de su cabeza grande, pueden moverse independientemente. Tienen la piel muy dura, cubierta de escamas romboideas que les proveen una armadura bastante resistente. Su cabeza, grande y angular, termina en un hocico con fauces fuertes y dientes afilados, hechos para romper conchas. Cada quijada tiene una fila de ocho dientes, mientras la mandíbula tiene otro juego de seis dientes como placas.

## Comportamiento
La mayoría de los Balistidae son solitarios y diurnos. Se alimentan de invertebrados de conchas duras, y algunos se alimentan de zooplancton grande o algas. Ponen sus huevos en un agujero pequeño, cavado en el suelo. Algunas especies cuidan sus huevos.
Algunas especies pueden volverse bastante agresivas durante la temporada de reproducción. En particular, el Rhinecanthus aculeatus y el Balistoides viridescens defienden sus nidos circulares con saña contra cualquier intruso, incluyendo buzos. Su territorio se extiende en forma de cono del nido hasta la superficie, de manera que nadar hacia arriba lleva a uno más adentro de su territorio. Alejarse horizontalmente del nido es la mejor forma de salir del problema. En contraste con el Rhinecanthus aculeatus, que es relativamente pequeño, el Balistoides viridescens supone una amenaza seria al buzo desatento por su gran tamaño y sus dientes fuertes.
Algunas especies de Balistidae hacen un sonido como un gruñido al sacarlas del agua.

## Galería

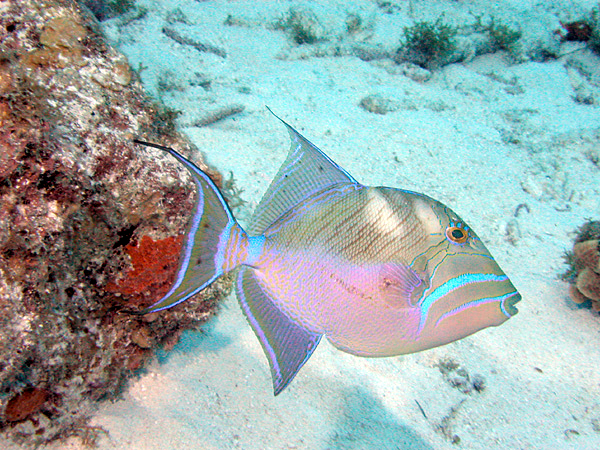
Balistes vetula, Long Cay, Belice
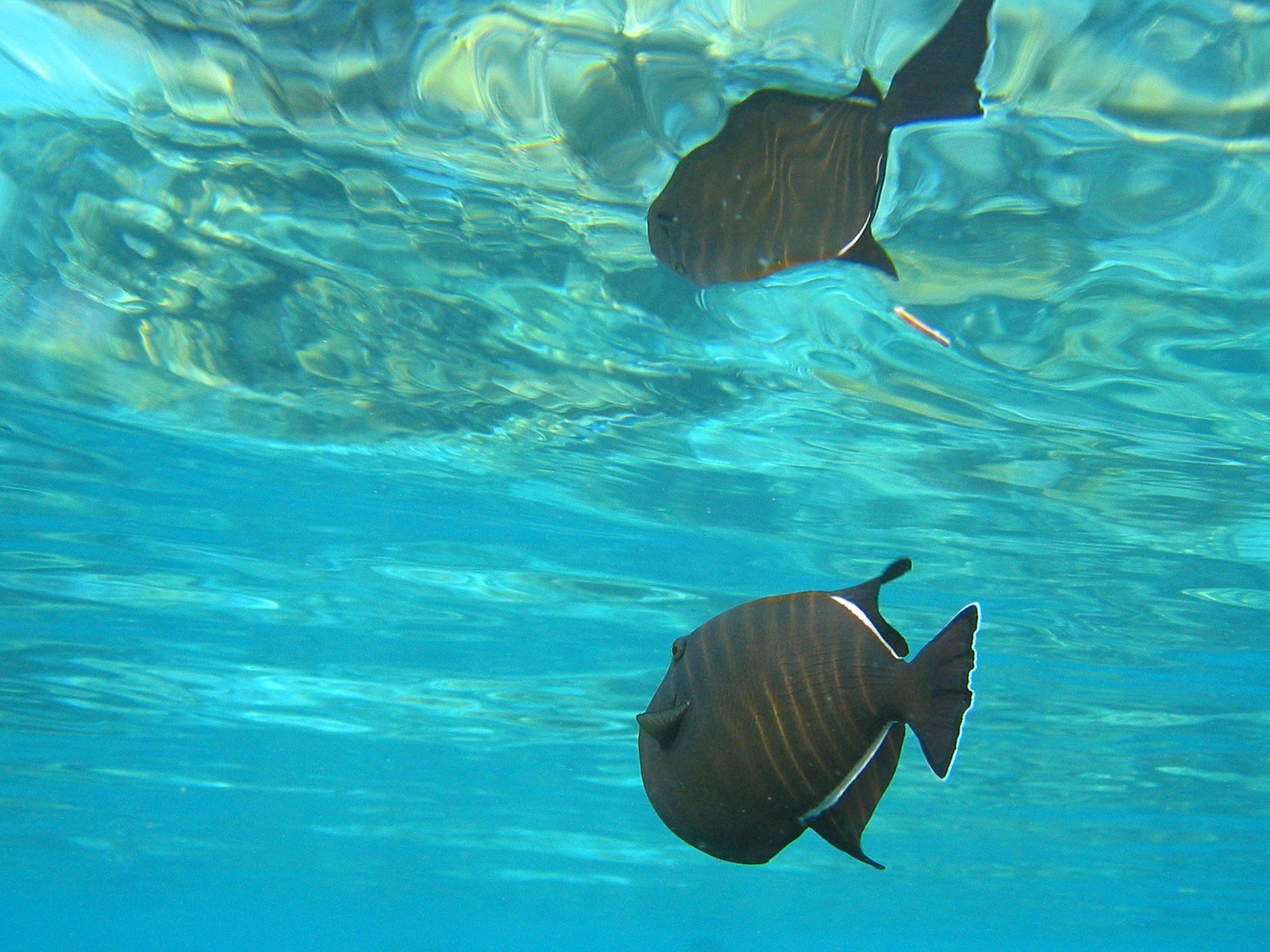
Melichthys indicus y su reflejo en la superficie del agua
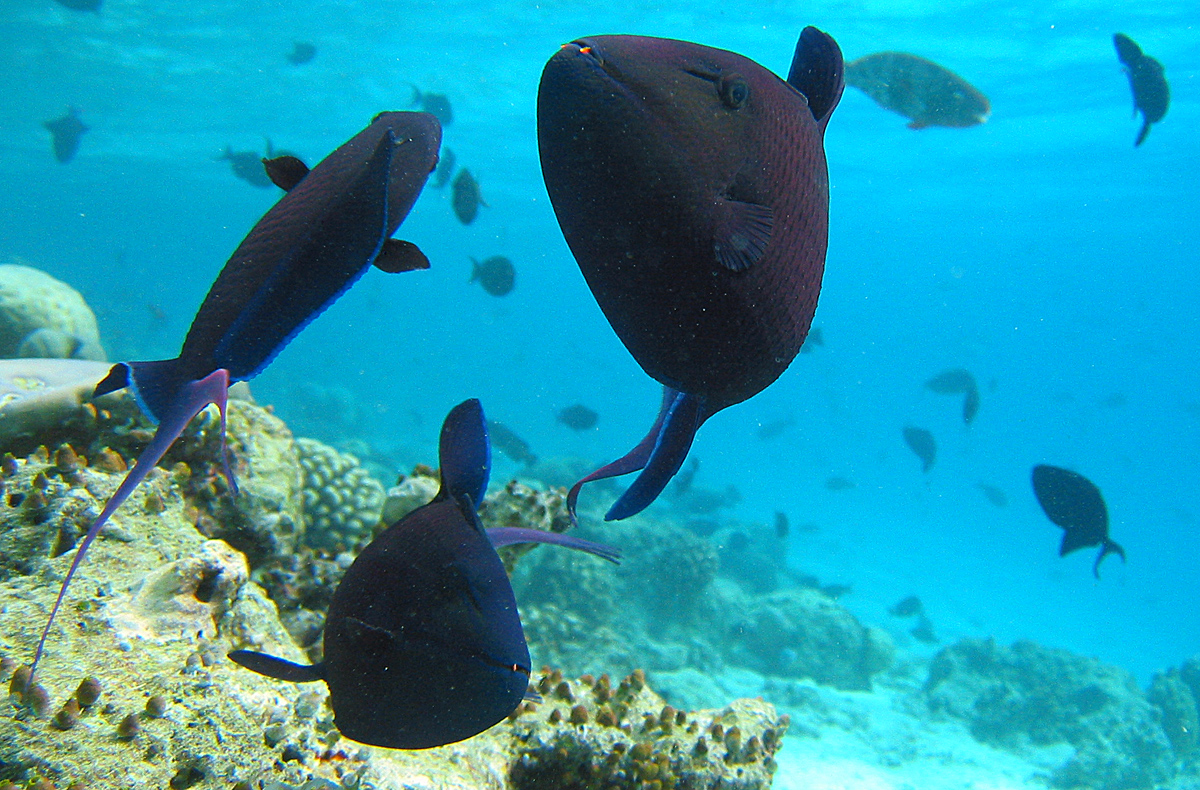
Odonus niger alimentándose de plancton
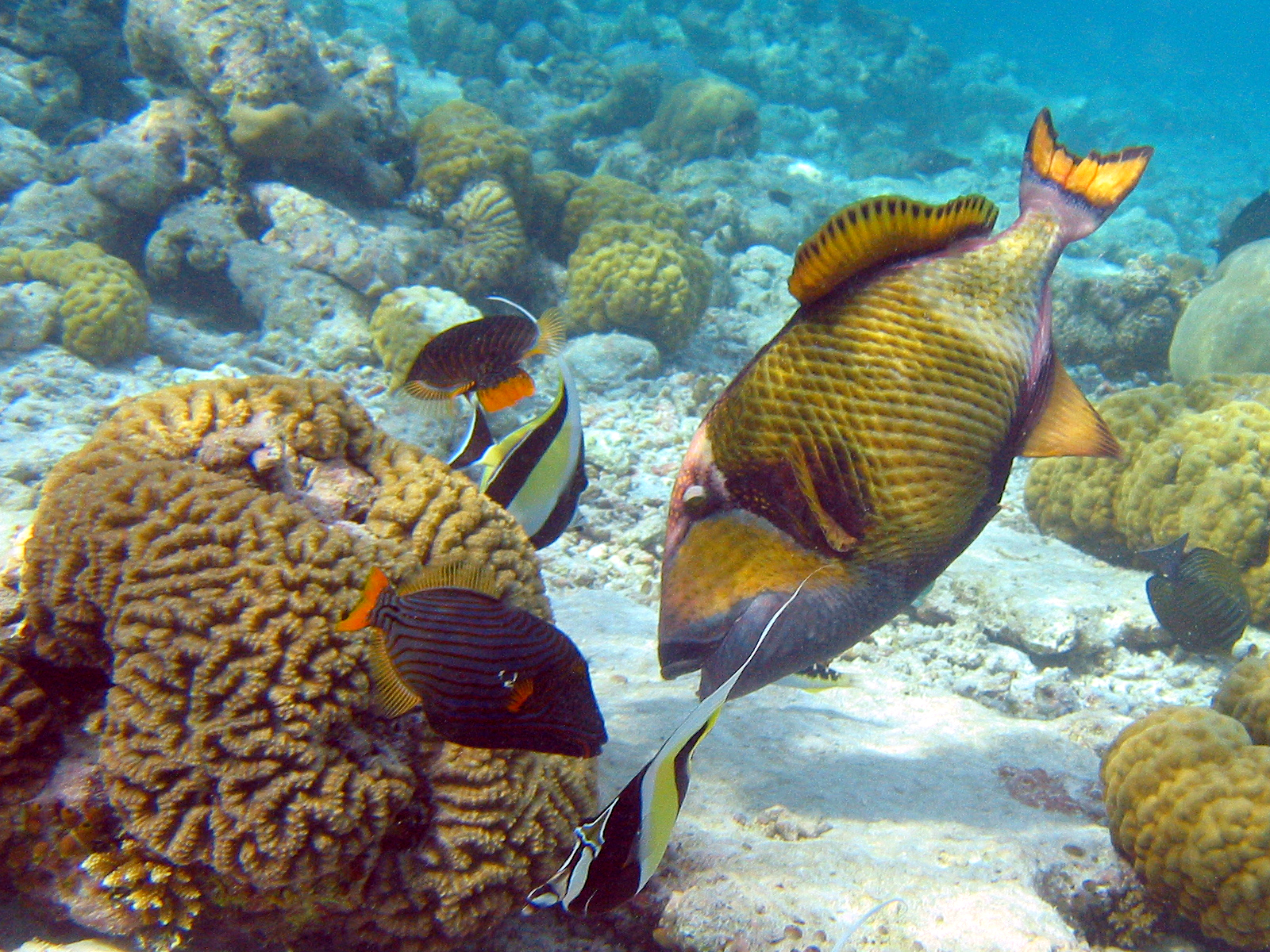
Balistoides viridescens con Balistapus undulatus y algunos Zanclus cornutus en el arrecife de una isla deshabitada de Maldivas
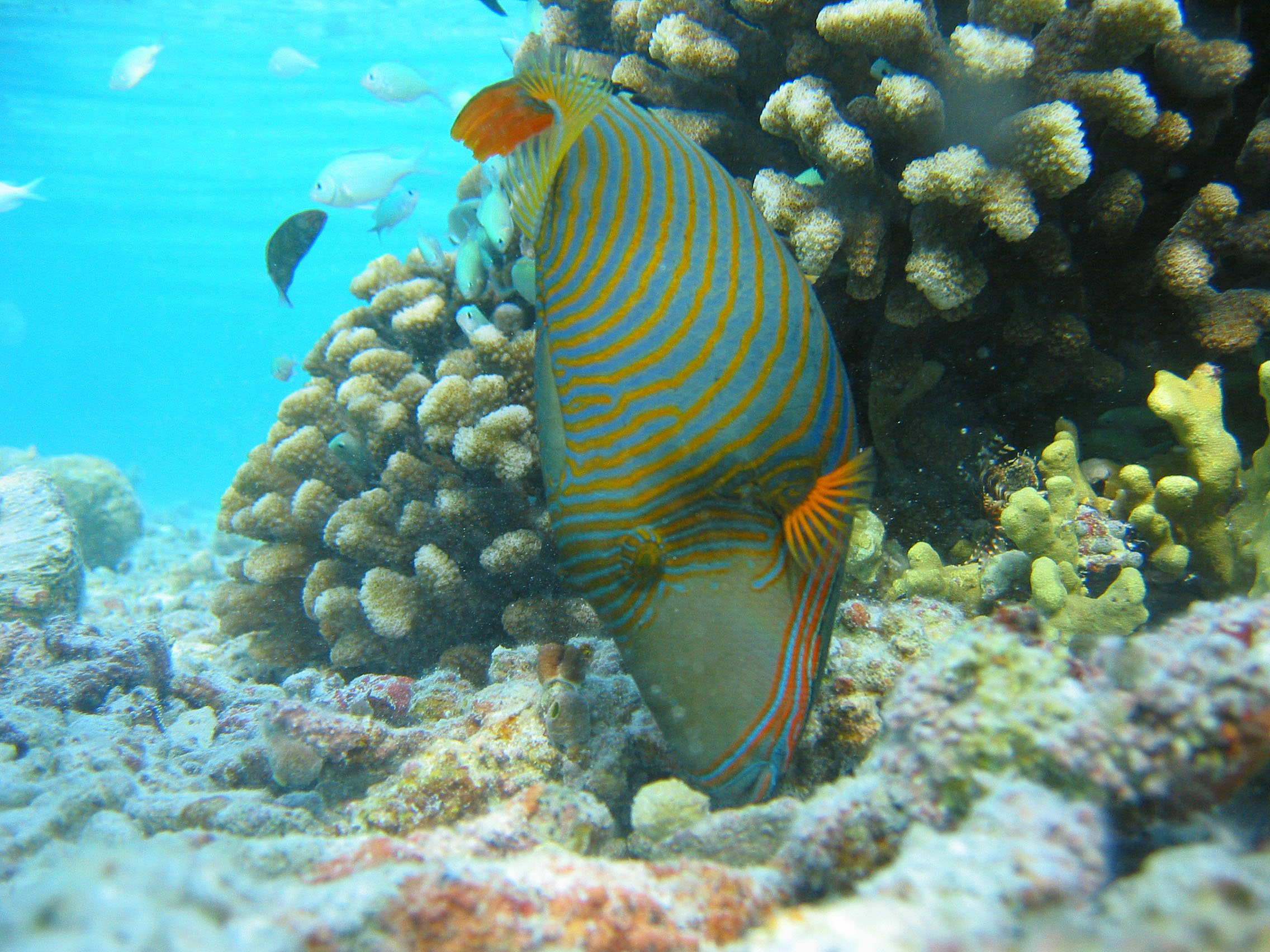
Balistapus undulatus
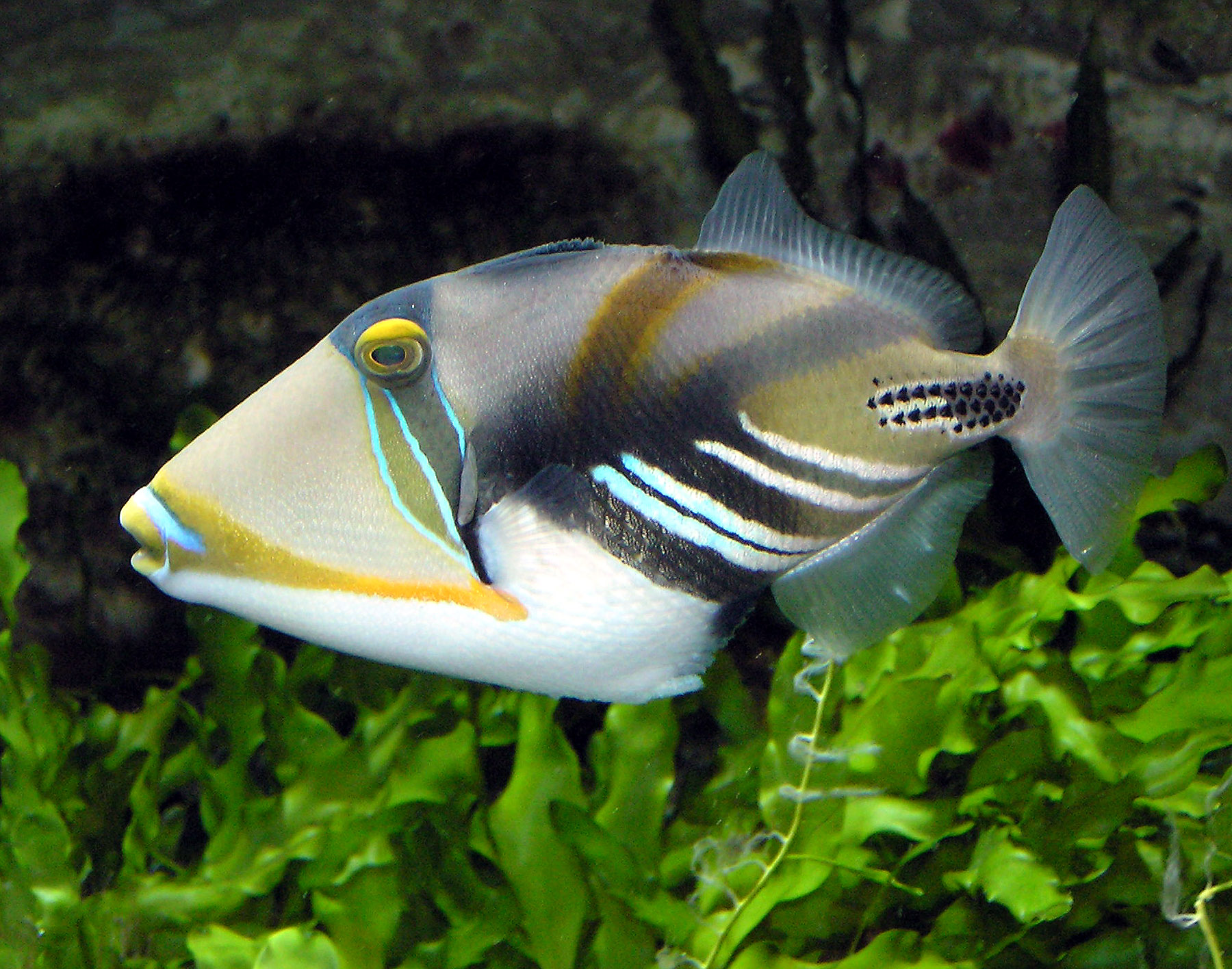
Rhinecanthus aculeatus
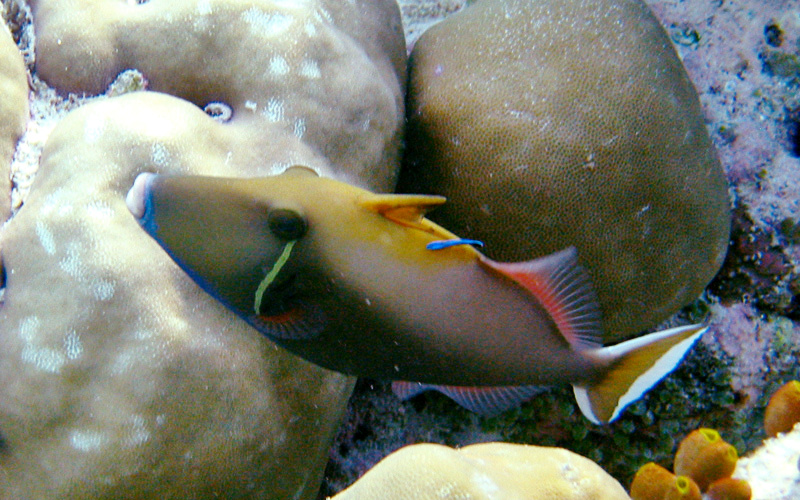
Sufflamen chrysopterum
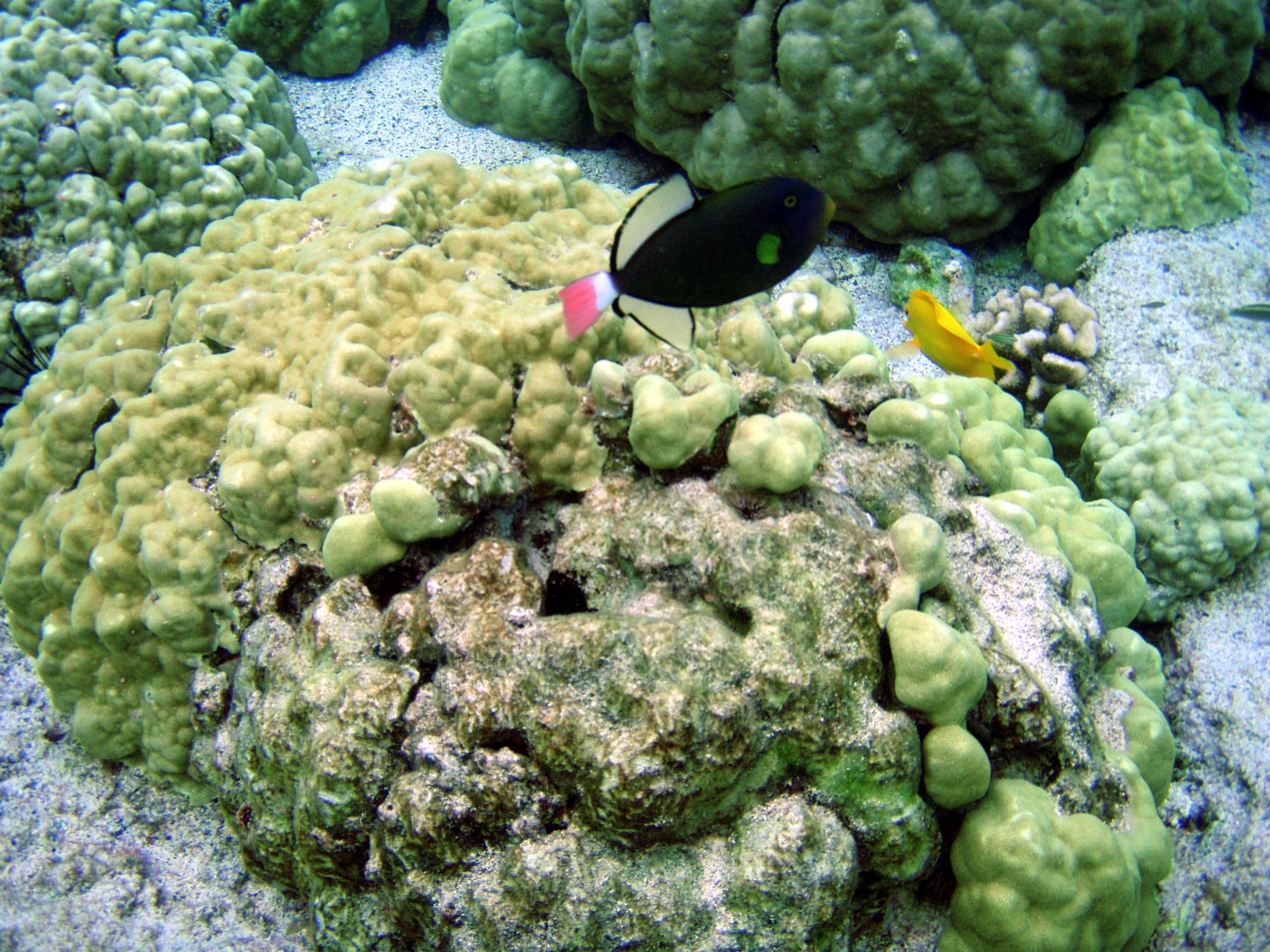
Melichthys vidua
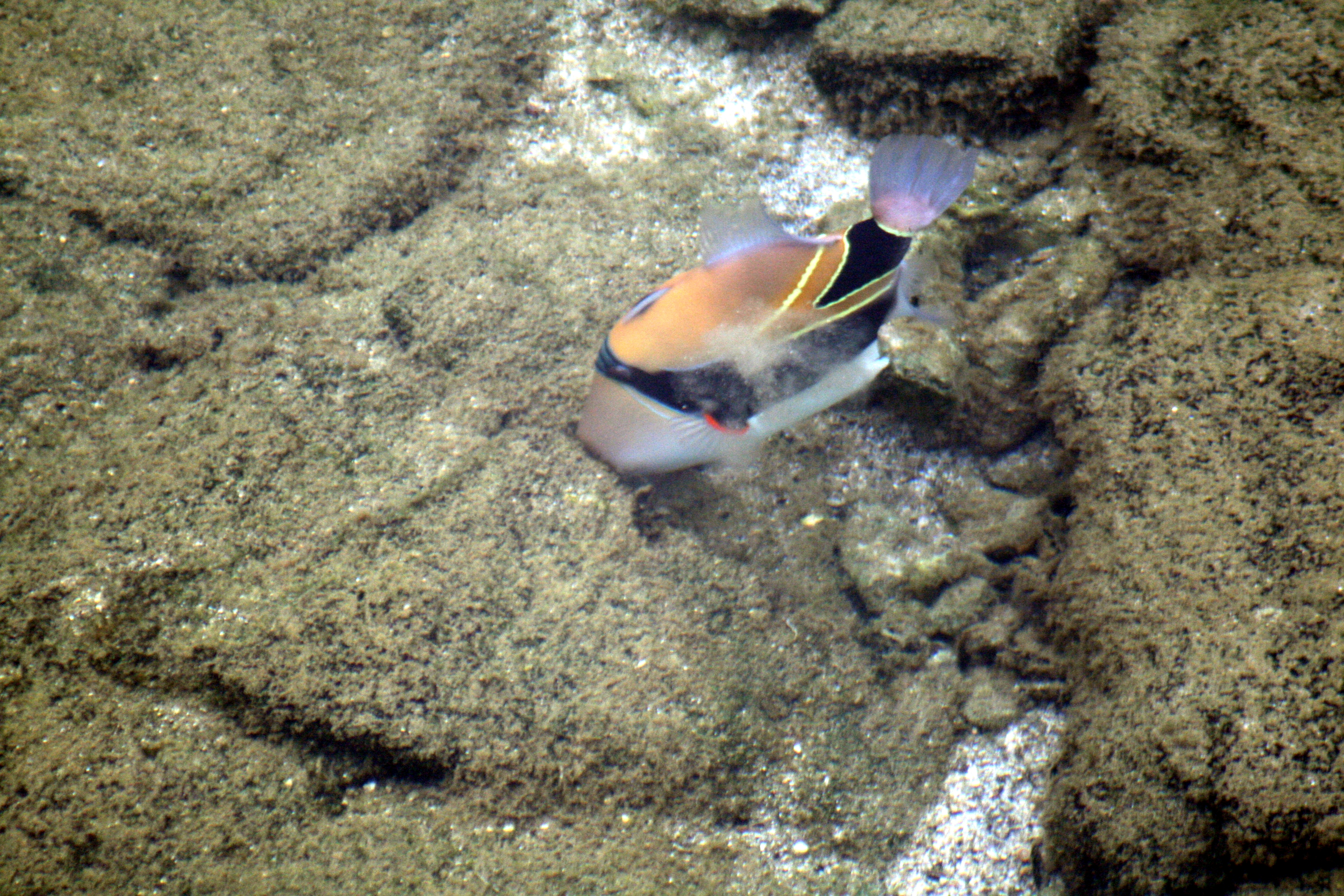
Rhinecanthus rectangulus alimentándose de invertebrados en la arena

## Géneros y especies
- Abalistes Bloch y Schneider, 1801
  - Abalistes filamentosus
  - Abalistes stellaris - Pejepuerco estrellado.
  - Abalistes stellatus
- Balistapus Tilesius, 1820
  - Balistapus undulatus
- Balistes Linnaeus, 1758
  - Balistes capriscus - Pejepuerco blanco, pez ballesta, cachúa, escopeta, etc.
  - Balistes carolinensis
  - Balistes ellioti
  - Balistes polylepis - Cochi, pejecuerpo coche, puerco rabilargo.
  - Balistes punctatus - Cajo canario o pejepuerco moteado.
  - Balistes rotundatus
  - Balistes vetula - Pejepuerco cachúo o cochino.
  - Balistes willughbeii
- Balistoides Fraser-Brunner, 1935
  - Balistoides conspicillum
  - Balistoides viridescens
- Canthidermis Swainson, 1839
  - Canthidermis macrolepis
  - Canthidermis maculata - Cochito manchado, puerco áspero, etc.
  - Canthidermis sufflamen - Lija o sobaco lija.
- Melichthys Swainson, 1839
  - Melichthys indicus
  - Melichthys niger - Cochito negro, calafate negro, puerco negro.
  - Melichthys vidua
- Odonus Gistel, 1848
  - Odonus niger - Pejepuerco dentirrojo.
- Pseudobalistes Bleeker, 1865
  - Pseudobalistes flavomarginatus
  - Pseudobalistes fuscus
  - Pseudobalistes naufragium - Pejepuerco de piedra o cahito bota.
- Rhinecanthus Swainson, 1839
  - Rhinecanthus abyssus
  - Rhinecanthus aculeatus
  - Rhinecanthus assasi
  - Rhinecanthus cinereus
  - Rhinecanthus lunula
  - Rhinecanthus rectangulus
  - Rhinecanthus verrucosus
- Sufflamen Jordan, 1916
  - Sufflamen albicaudatum
  - Sufflamen bursa
  - Sufflamen chrysopterum
  - Sufflamen fraenatum - Calafate marcarilla.
  - Sufflamen verres - Cochino naranja o puerco naranja.
- Xanthichthys Kaup en Richardson, 1856 
  - Xanthichthys auromarginatus
  - Xanthichthys caeruleolineatus
  - Xanthichthys lineopunctatus
  - Xanthichthys mento - Puerco de cola roja o cochito cuadriculado.
  - Xanthichthys ringens - Parra, cocuyo o varraco.
- Xenobalistes Matsuura, 1981
  - Xenobalistes punctatus
  - Xenobalistes tumidipectoris